# Kaniv
Kaniv (în ucraineană Канів, în poloneză Kaniów) este oraș regional în regiunea Cerkasî, Ucraina. Deși subordonat direct regiunii, orașul este și reședința raionului Kaniv.

## Demografie
Componența lingvistică a orașului Kaniv
     Ucraineană (88,43%)
     Rusă (11,24%)
     Alte limbi (0,14%)
Conform recensământului din 2001, majoritatea populației orașului Kaniv era vorbitoare de ucraineană (88,43%), existând în minoritate și vorbitori de rusă (11,24%).